# Fontenay-sur-Loing
Fontenay-sur-Loing is een gemeente in het Franse departement Loiret (regio Centre-Val de Loire). De plaats maakt deel uit van het arrondissement Montargis. Fontenay-sur-Loing telde op 1 januari 2022 1.677 inwoners.

## Geografie
De oppervlakte van Fontenay-sur-Loing bedroeg op 1 januari 2022 9,73 vierkante kilometer; de bevolkingsdichtheid was toen 172,4 inwoners per km².

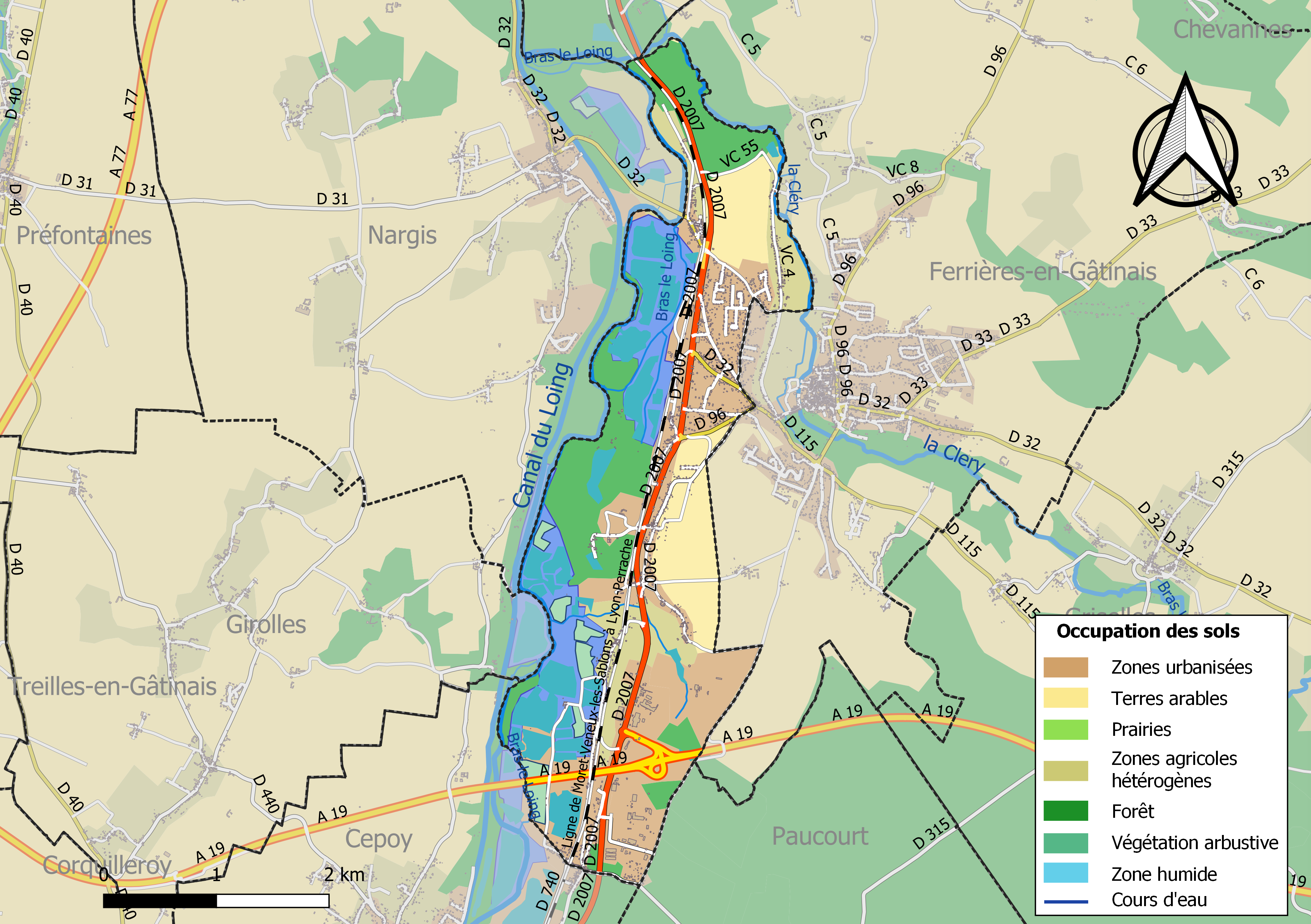
Kaart van de gemeente met de belangrijkste infrastructuur, bodemgebruik en omliggende gemeenten

## Demografie
Onderstaande figuur toont het verloop van het inwonertal (bron: INSEE-tellingen).